# Aluar
Aluar Aluminio Argentina S.A.I.C é uma companhia de alumínio argentina, sediada em Buenos Aires.

## História
A companhia foi estabelecida em 1970.